# ソニービデオ&サウンドプロダクツ
ソニービデオ&サウンドプロダクツ株式会社（英: Sony Video & Sound Products Inc.）は、ビデオ＆サウンド機器（WALKMANなど）の開発、製造、販売などを2019年3月まで行っていたソニーグループの企業。2019年4月よりソニービジュアルプロダクツと統合しソニーホームエンタテインメント&サウンドプロダクツに事業は引き継がれた。

## 概要
2015年10月1日、ビデオ＆サウンド事業本部がソニーから分離し設立された。分社化の発表を行った「2015～2017年度中期経営方針」ではビデオ＆サウンド事業は、「成長は見込めないものの、コモディティ化しない一定規模の市場」において高付加価値製品を投入し、着実に利益を生み出す「安定収益領域」として位置付け、分社後は着実な利益計上とキャッシュフロー創出を重視した経営を進めて、ハイレゾオーディオなどコモディティ化しない一定規模の市場向けに新しい付加価値を提案していくとした。

## 沿革
- 2015年2月18日「2015～2017年度中期経営方針」でビデオ＆サウンド事業の分社化を発表[1]。
- 2015年10月1日、ソニービデオ&サウンドプロダクツ設立。
- 2019年4月1日、ソニービジュアルプロダクツに合併され解散、ソニーホームエンタテインメント&サウンドプロダクツ発足。